# Stuttgart Silver Arrows
Die Stuttgart Silver Arrows (Englisch: Silver Arrow = Silberner Pfeil/Silberpfeil) sind ein American-Football-Team aus der baden-württembergischen Landeshauptstadt Stuttgart.

## Geschichte
Der AFC Stuttgart Silver Arrows e. V., ein gemeinnütziger Sportverein in Stuttgart mit über 250 Mitgliedern, wurde am 16. November 1997 durch den Zusammenschluss der sich auflösenden Stuttgart Bats (ehemals Büsnau Bats) mit den seit 1980 existierenden Stuttgart Stallions gegründet. Seit dieser Zeit gehört der Verein zu den festen Größen im American Football in Baden-Württemberg.
In den Jahren 2007 und 2018 gelang den Silver Arrows jeweils eine Perfect Season, also eine Saison ohne Punktspielniederlage.
Nach einigen Jahren mit wechselndem Erfolg hatte sich der Verein zuletzt in der 2. Bundesliga (GFL2) behauptet.
Spielbetrieb seit Gründung:
- 1997 Gründung des Vereins
- 1998–2000 Regionalliga Mitte
- 2000–2003 Oberliga Baden-Württemberg
- 2004 Regionalliga Mitte
- 2005 2. Bundesliga Süd
- 2006–2007 Regionalliga Mitte
- 2008 GFL2 Süd
- 2009 GFL2 Süd
- 2010 Regionalliga Mitte
- 2011 Oberliga Baden-Württemberg
- 2018 Oberliga Baden-Württemberg
- 2019–2021 Regionalliga Südwest
- 2022–2023 Oberliga Baden-Württemberg
- 2024 Landesliga Baden-Württemberg

Wie in den meisten Vereinen der NFL werden auch bei den Stuttgart Silver Arrows verdiente Spieler dadurch geehrt, dass ihre Trikotnummer nach dem Ausscheiden des Spielers aus dem aktiven Spielbetrieb nicht mehr vergeben wird. Diese Ehre wurde bisher erst zwei Spielern zuteil.
Retired Numbers:
- 2005 #23 (Olaf Zimmermann), Gründungsmitglied und 25 Jahre aktiver Footballspieler der Stuttgart Bats/Silver Arrows
- 2011 #66 (Mario Hoffmann), Gründungsmitglied und 25 Jahre aktiver Footballspieler oder Coach der Stuttgart Bats/Silver Arrows

## Flag Football RegioCup
Die Stuttgart Silver Arrows sind zusammen mit der Sportregion Stuttgart Veranstalter des Flag Football RegioCups in Stuttgart. Dieser wurde 2016 erstmals veranstaltet und hat sich mit mindestens 12 teilnehmenden Teams etabliert. Gestartet wird in zwei Kategorien, Teams der Altersgruppe bis 15 Jahren (U15) und Teams der Altersgruppe ab 16 Jahren (Ü15).
Sieger des RegioCups Kategorie U15
- 2016 Stuttgart Scorpions
- 2017 Holzgerlingen Twister

Sieger des RegioCups Kategorie Ü15
- 2016 Holzgerlingen Twister
- 2017 Holzgerlingen Twister

## Stadion
Alle Heimspiele werden seit 2003 im „Stadion an der Festwiese“ in direkter Nähe zum Cannstatter Wasen und zur MHPArena in Stuttgart-Bad Cannstatt ausgetragen.
- Adresse: Talstr. 200, 70372 Stuttgart
- Eigentümer: Stadt Stuttgart
- Kapazität: 5.000

## Abteilungen
Die Stuttgart Silver Arrows bieten fast das komplette sportliche Programm an, das zum American Football gehört. Neben einer Herrenmannschaft nehmen auch eine A-Jugend- (U19), eine B-Jugend- (U17) und eine C-Jugendmannschaft (U15) am Spielbetrieb teil, sowie eine Flag-Football-Jugendmannschaft und -Erwachsenen Mannschaft.
Auch im Cheerleading wird die komplette Alterspalette abgedeckt. Angefangen mit der Peewee-Squad (Orange Sweethearts) über die Jugend-Squad (Orange Pride) zur Damen-Cheer-Squad (Great Orange Fire). Zudem stellen die Damen auch noch ein Dance-Team (Orange Explosion).

## Teams

### Football
- 1. Herren-Football-Mannschaft (ab 19 Jahre) – (Oberliga Baden-Württemberg)
- A-Jugend-Football-Mannschaft (16 bis 19 Jahre) – A-Jugend Bezirksliga
- B-Jugend-Football-Mannschaft (14 bis 17 Jahre) – B-Jugend Landesliga
- C-Jugend-Football-Mannschaft (12 bis 15 Jahre) – C-Jugend Landesliga
- Flag-Football-Mannschaft (9 bis 15 Jahre) – Flag-Liga B
- Flag-Football-Mannschaft (16 bis 99 Jahre) – freie Turniere

### Cheerleading
- Damen-Dance-Squad „Orange Explosion“ (ab 15 Jahre)
- Damen-Cheer-Squad „Great Orange Fire“ (ab 15 Jahre)
- Coed-Stunt-Team, "Orange Fusion" (ab 15 Jahre)
- Jugend-Cheer-Squad „Orange Pride“ (11 bis 14 Jahre)
- Peewee-Cheer-Squad „Orange Sweethearts“ (6 bis 10 Jahre)